# Challonges
Challonges település Franciaországban, Haute-Savoie megyében. Lakosainak száma 589 fő (2022. január 1.). Challonges Chanay, Bassy, Chêne-en-Semine, Franclens, Usinens és Surjoux-Lhopital községekkel határos.

## Népesség
A település népességének változása:
| Lakosok száma | 496  | 501  | 535  | 536  | 541  | 544  | 546  | 568  | 589  |
|               | 2013 | 2015 | 2016 | 2017 | 2018 | 2019 | 2020 | 2021 | 2022 |